# Óscar Blanco Martínez
Óscar Hernán Blanco Martínez OMD (ur. 26 września 1964 w Puerto Domínguez) – chilijski duchowny katolicki, biskup Punta Arenas od 2022.

## Życiorys

### Prezbiterat
Święcenia kapłańskie przyjął 13 kwietnia 1997 w zgromadzeniu kleryków regularnych Matki Bożej. Pracował głównie jako duszpasterz parafialny oraz jako kapelan jednej z klinik w Santiago. W latach 2013–2014 kierował zakonnym nowicjatem w Santiago.

### Episkopat
19 marca 2016 papież Franciszek mianował go biskupem ordynariuszem San Juan Bautista de Calama. Sakry udzielił mu 19 maja 2016 biskup Alejandro Goic Karmelic.
13 lipca 2022 został mianowany ordynariuszem diecezji Punta Arenas.